# Scottish Championship 2024/25
Die Scottish Championship wurde 2024/25 zum 12. Mal als zweithöchste Fußball-Spielklasse der Herren in Schottland ausgespielt. Die Liga wurde offiziell als William Hill Championship ausgetragen, und war nach der Premiership und vor der League One und League Two eine der vier Ligen innerhalb der Scottish Professional Football League. Es war zudem die 118. Austragung einer zweithöchsten Fußball-Spielklasse innerhalb der Scottish Professional Football League.
Die Spielzeit begann am 2. August 2024 und endete mit dem 36. Spieltag am 2. Mai 2025. Der Spielplan wurde am 27. Juni 2024 veröffentlicht.
In der Saison 2024/25 traten zehn Klubs an insgesamt 36 Spieltagen gegeneinander an. Jedes Team spielte jeweils zweimal zu Hause und auswärts gegen jedes andere Team.
Den Titel und Aufstieg sicherte sich der FC Falkirk nach einem 3:1 gegen Hamilton Academical am letzten Spieltag. Dadurch gelang den „Bairns“ nach 15 Jahren erneut der Aufstieg in die höchste Spielklasse. Für die Aufstiegsrelegation qualifizierten sich der FC Livingston, Ayr United und Partick Thistle. Hamilton Academical stieg in die League One ab.

## Vereine
| Verein               | Stadt       | Stadion            | Kapazität |
| -------------------- | ----------- | ------------------ | --------- |
| Airdrieonians FC     | Airdrie     | Excelsior Stadium  | 10.101    |
| Ayr United           | Ayr         | Somerset Park      | 10.185    |
| Dunfermline Athletic | Dunfermline | East End Park      | 11.480    |
| FC Falkirk           | Falkirk     | Falkirk Stadium    | 07.937    |
| Greenock Morton      | Greenock    | Cappielow Park     | 11.589    |
| Hamilton Academical  | Hamilton    | New Douglas Park   | 6.018     |
| FC Livingston        | Livingston  | Almondvale Stadium | 09.713    |
| Partick Thistle      | Glasgow     | Firhill Stadium    | 10.102    |
| FC Queen’s Park      | Glasgow     | Hampden Park       | 51.866    |
| Raith Rovers         | Kirkcaldy   | Stark’s Park       | 08.867    |

## Abschlusstabelle
| Pl. | Verein                    | Sp. | S  | U  | N  | Tore    | Diff. | Punkte |
| --- | ------------------------- | --- | -- | -- | -- | ------- | ----- | ------ |
| 1.  | FC Falkirk (N)            | 36  | 22 | 7  | 7  | 072:330 | +39   | 73     |
| 2.  | FC Livingston (A)         | 36  | 20 | 10 | 6  | 055:270 | +28   | 70     |
| 3.  | Ayr United                | 36  | 18 | 9  | 9  | 057:390 | +18   | 63     |
| 4.  | Partick Thistle           | 36  | 15 | 10 | 11 | 043:380 | +5    | 55     |
| 5.  | Raith Rovers              | 36  | 15 | 8  | 13 | 047:430 | +4    | 53     |
| 6.  | Greenock Morton           | 36  | 12 | 12 | 12 | 042:480 | −6    | 48     |
| 7.  | Dunfermline Athletic      | 36  | 9  | 8  | 19 | 028:430 | −15   | 35     |
| 8.  | FC Queen’s Park           | 36  | 9  | 8  | 19 | 036:550 | −19   | 35     |
| 9.  | Airdrieonians FC          | 36  | 7  | 8  | 21 | 034:620 | −28   | 29     |
| 10. | Hamilton Academical (N) 1 | 36  | 10 | 6  | 20 | 038:640 | −26   | 21     |

| Zum Saisonende 2024/25: |

| Zum Saisonende 2023/24: |                                                |
| (A)                     | Absteiger aus der Scottish Premiership 2023/24 |
| (N)                     | Aufsteiger aus der Scottish League One 2023/24 |

## Relegation
Teilnehmer an den Relegationsspielen sind der Neuntplatzierte aus der diesjährigen Championship sowie drei Mannschaften aus der League One. Die Sieger der ersten Runde spielen in der letzten Runde um einen Platz für die folgende Scottish Championship-Saison 2025/26.
Erste Runde
Die Spiele wurden am 6. und 10. Mai 2025 ausgetragen.
|                    | Gesamt |                  | Hinspiel | Rückspiel |
| ------------------ | ------ | ---------------- | -------- | --------- |
| FC Stenhousemuir   | 2:5    | Airdrieonians FC | 1:3      | 1:2       |
| Queen of the South | 1:2    | Cove Rangers     | 0:0      | 1:2       |

Zweite Runde
Die Spiele werden am 14. und 17. Mai 2025 ausgetragen.
|              | Gesamt |                  | Hinspiel | Rückspiel |
| ------------ | ------ | ---------------- | -------- | --------- |
| Cove Rangers | 1:2    | Airdrieonians FC | 1:2      | 0:0       |

## Personal und Sponsoren
| Verein               | Logo | Trainer                                                                                        | Kapitän         | Ausrüster | Hauptsponsor                 |
| -------------------- | ---- | ---------------------------------------------------------------------------------------------- | --------------- | --------- | ---------------------------- |
| Airdrieonians FC     |      | Rhys McCabe                                                                                    | Adam Frizzell   | Joma      | Holemasters                  |
| Ayr United           |      | Scott Brown                                                                                    | Ben Dempsey     | O’Neills  | Jewson                       |
| Dunfermline Athletic |      | James McPake (bis Dezember 2024) Michael Tidser (bis März 2025) Neil Lennon (ab März 2025)     | Kyle Benedictus | Erreà     | SRJ Windows                  |
| FC Falkirk           |      | John McGlynn                                                                                   | Coll Donaldson  | O’Neills  | Crunchy Carrots              |
| Greenock Morton      |      | Dougie Imrie                                                                                   | Grant Gillespie | Joma      | Dalrada Technology           |
| Hamilton Academical  |      | John Rankin                                                                                    | Sean McGinty    | Kurt      | kein                         |
| FC Livingston        |      | David Martindale                                                                               | Jamie Brandon   | Joma      | Livi Self Storage            |
| Partick Thistle      |      | Kris Doolan (bis Februar 2025)                                                                 | Brian Graham    | O’Neills  | Clydebuilt Home Improvements |
| FC Queen’s Park      |      | Callum Davidson (bis März 2025)                                                                | Calum Ferrie    | Adidas    | City Facilities Management   |
| Raith Rovers         |      | Ian Murray (bis August 2024) Neill Collins (bis Dezember 2024) Barry Robson (ab Dezember 2024) | Scott Brown     | Joma      | Dean Park Hotel              |